# Линия фронта. Афганистан’82
Линия фронта. Афганистан’82 — компьютерная игра в жанре тактики, посвящённая боевым действиям во время Афганской войны 1979—1989 годов, разработана совместно студией «Апейрон», продюсерским фондом Snowberry Connection и Battlefront Studios.

## Разработка
В процессе работы над проектом разработчики изучали мемуары людей, воевавших в Афганистане, и исторических документов. Большинство игровых сценариев основано на исторических столкновениях, описанных в тактических руководствах Министерства Обороны СССР.
При создании игровых карт использовались данные аэрофотосъемки и армейские топографические карты Афганистана. Организационно-штатные структуры подразделений смоделированы на основе сохранившихся данных о боевых частях 40-й армии.

## Сюжет
Хотя сценарии в игре посвящены операциям Ограниченного контингента советских войск в Афганистане (ОКСВА), игра охватывает весь период существования просоветской Демократической республики Афганистан, с Апрельской революции 1978 года до падения режима Наджибуллы в марте 1992 года.
В игре «Линия фронта. Афганистан’82» моделируется асимметричный военный конфликт между моджахедами с одной стороны и вооружёнными силами ДРА и 40-й советской армии с другой.

## Игровой процесс
«Линия фронта: Афганистан’82» предлагает три базовых типа игры: кампании, битвы и быстрые битвы.
Перед началом любого типа игры игрок выбирает, чью сторону он примет в данной битве, кампании или быстрой битве — «Красных» (армии СССР и ДРА) или «Синих» (моджахеды и племенное ополчение). Помимо этого, игроку предоставляется возможность настроить сложность игры, выбрав один из четырёх предложенных уровней: «Новобранец», «Ветеран», «Элита» и «Сверхчеловек».
Условия победы в игре определяются для каждой конкретной битвы, кампании и быстрой битвы заранее и, как правило, подразумевают успешное выполнение определённого количества заданий оговорённого типа до конца игры.

### Битвы
Битвы — относительно короткие задания, созданные сценаристами. Они включают в себя карту, объекты, войска, пополнения и запрограммированное поведение искусственного интеллекта. Битвы могут описывать практически неограниченное число сражений, войск и заданий.
В игре есть десять заранее разработанных и протестированных битв. Используя редактор «Линии фронта», игроки могут сами создать неограниченное число новых битв.
Четыре наиболее важных параметра битвы:
- Место действия: отображает информацию о том, где происходит битва. Это может быть город, кишлак, зеленая зона, холмы и т. п.
- Погода: показывает данные о погоде — ясно, облачно, дождь и т. д.
- Тип битвы: информирует о «типе» битвы и о том, какая сторона является атакующей, а какая защищающейся. Битвы делятся на «Штурм», «Атаку», «Разведку» и «Встречный бой».
- Размер битвы: указывает на размер сценария — количество подразделений, площадь карты и длительность боя. Может иметь значение от «Маленькая» до «Огромная», отображается количеством солдат на иконке.

Сразу после загрузки битвы появляется экран с инструктажем. Здесь отображается следующая информация:
- Стратегическая карта: например, карта Афганистана или той местности, где происходит битва.
- Оперативная карта: например, карта города, где происходит битва.
- Текст инструктажа: описывает задачи, которые игрок должен выполнить в ходе битвы.
- Кнопка тактической карты: переключает игрока на тактическую карту, содержащую, например, взгляд на поле боя с высоты птичьего полёта.

Сценаристы могут поставить множество особых условий победы в битвах, смешивая различные задания и типы заданий, которые игрок должен выполнить. За каждое задание можно получить разное количество победных очков.
Задания для обеих сторон не обязательно одинаковы. Как правило, одна сторона имеет совершенно иные цели для данного сценария, чем другая. При этом цели битвы могут быть известны только одной стороне (той, что должна их достичь) или же другой стороне (то есть каждая сторона знает задачу другой, но не знает своей), обеим сторонам или же ни одной из сторон.
Для каждой битвы существует три типа заданий для каждой стороны: задания на территорию, задания на подразделения и задания на войска.

### Кампании
Кампания — это одиночная игра, в которой игрок проходит серию последовательных битв, длящуюся дни, недели, месяцы или годы. По окончании одной битвы игра, основываясь на её результатах, выбирает следующую. Все битвы внутри кампании заранее разработаны, однако они автоматически корректируются для отражения результатов уже прошедших битв.
Определённые подразделения уже имеют некоторые потери, изменения в командном составе, использованные боеприпасы, повреждения и другие факторы, действие которых переносится на ту следующую битву, где они используются. Такие подразделения называются «Основными Подразделениями» и составляют основу доступных игроку в кампании войск. Все основные подразделения доступны как минимум в двух битвах, в отличие от «Вспомогательных Подразделений», каждое из которых принимает участие только в одной битве за всю кампанию. При этом игрок не знает, какое подразделение является основным, а какое вспомогательным — это сделано, чтобы игрок не использовал в каждой битве только вспомогательные подразделения, рассматривая их как «одноразовые» войска, которые нет необходимости щадить. В зависимости от ситуации после каждой битвы игра позволяет пополнить новобранцами подразделения, получившие потери, починить сломанную технику, пополнить запас боеприпасов и т. п. Тем не менее, как и в реальной жизни, эти пополнения, ремонт и дополнительное снабжение не гарантированы.
Прохождение кампании
«Линия фронта: Афганистан’82» включает в себя две кампании: «1980 — Ввод войск» и «1985 — Грозные дни».
После выбора кампании игрока ждёт специальный инструктаж, знакомящий его с тем, что ему придётся выполнить при прохождении кампании, а также с тем, какие силы будут доступны игроку. После изучения этой информации игрок переходит к инструктажу перед первой битвой, где будут описаны детали, необходимые для выполнения первого задания.
После завершения каждой битвы игрока ждёт Отчёт по игре, в котором будут отображены очки, набранные им в битве. После изучения отчёта появится инструктаж перед новой битвой, и весь процесс будет повторяться до конца кампании.
После последней битвы игрок увидит отчёт по всей кампании. В отличие от предыдущих отчётов, отображающих результаты только одной битвы, отчёт по кампании содержит информацию о том, как игрок двигался от битвы к битве в течение всей игры. Этот отчёт означает окончание кампании.
Задания на каждую битву в кампании могут использовать все условия победы, доступные для одиночных битв.

### Быстрые битвы
Быстрые битвы являются простым способом для создания новых битв. Игрок может выбрать одну из существующих карт (или сделать свою собственную с помощью редактора карт), включая карты из других битв, после чего необходимо будет «купить» подразделения для этой битвы. Число и состав подразделений, которые можно приобрести для каждой стороны, зависит от выбранного типа битвы. Тип битвы определяет её цели.

### Уровни сложности
Каждый раз, начиная новую битву, игрок можете выставить для неё уровень сложности, что непосредственно влияет на то, насколько тяжело будет выиграть. Уровень сложности не даёт искусственному интеллекту каких-то бонусов, но влияет на игровую механику и то, как проходит игра.
Новобранец
Это наиболее лёгкий уровень в игре. Для него действуют следующие правила:
- Местонахождение дружественных подразделений всегда известно.
- Информация о вражеских подразделениях немедленно передаётся всем дружественным подразделениям.
- Войска несут несколько меньшие потери и менее подвержены панике.
- Лечение раненых солдат происходит очень быстро.
- Артиллерийская и авиационная поддержка также прибывает очень быстро.
- Вражеские подразделения, будучи однажды обнаруженными, всегда полностью распознаются.
- Состояние вражеской техники (цела или уничтожена) отображается немедленно.

Ветеран
Этот уровень сложности предлагает баланс между реализмом и удовольствием от игры, не загружая игрока деталями и не заставляя лишний раз ждать. Действуют следующие правила:
- Местонахождение дружественных подразделений всегда известно.
- Враги больше не идентифицируются немедленно, будучи уже раз обнаруженными, и могут появляться с надписью просто «Враг» (но реже, чем на уровне сложности «Элита»).
- Информация о местонахождении распространяется между группами подразделений по стандартным правилам Управления и Контроля.
- Лечение раненых солдат идёт быстрее, чем в реальной жизни.
- Артиллерийская и авиационная поддержка прибывает быстрее, чем в реальной жизни.
- Состояние вражеской техники (цела или уничтожена) скрыт до тех пор, пока экипаж не покинет горящую технику.

Элита
Высокий уровень сложности. Он предлагает ряд реалистичных ограничений того, что и когда игрок может делать. Эти ограничения требуют от игрока большего внимания и усилий во время игры.
- Врагов обычно необходимо распознать, до этого они обозначаются просто как «Враг».
- Лечение раненых солдат занимает такое же время, как и в реальной жизни.
- То же касается и прибытия артиллерийской или воздушной поддержки.
- Нельзя отдавать приказания во время паузы.

Сверхчеловек
Максимальный уровень сложности. Содержит все свойства уровня «Элита», кроме того, дружественные подразделения так же нуждаются в определении местонахождения, как и вражеские.

## Варианты игры

### Одиночная игра
Одиночный режим позволяет одному игроку играть против компьютера.
Компьютерный противник состоит из трёх основных элементов:
- настраиваемый «Сценарный ИИ», который может быть запрограммирован автором сценария; он определяет общие стратегические цели и возможные пути их достижения, причём можно «записать» определённое поведение ИИ.
- жёстко запрограммированный «Оперативный ИИ», согласовывающий и отдающий эти распоряжения подразделениям.
- жёстко запрограммированный «Тактический АИ», контролирующий индивидуальное поведение подразделений и солдат, основываясь на отданных распоряжениях и ситуации, развивающейся во время игры.

Одиночная игра в режиме реального времени
Игра в режиме реального времени начинается сразу же после того, как игрок вступит на поле боя в фазе установки. В ней время остановлено, и игрок имеет возможность ознакомиться с полем боя, изучить полученные задания и свои подразделения, разместить свои войска внутри специальных установочных зон. В фазе установки можно отдать приказы подразделениям, и они начнут их выполнять сразу после начала битвы.
Когда установка закончена, игрок запускает битву и отчёт времени на часах. Часы идут так же, как и в реальной жизни — 1 секунда игрового времени равна 1 секунде в реальной жизни, — и останавливаются только во время игровых пауз. Все действия происходят аналогично. После истечения отведённого на битву времени игра заканчивается, и появляется окно с результатами битвы.
Одиночная игра в пошаговом режиме
Пошаговый режим также начинается с фазы установки, которая работает аналогично режиму реального времени: у игрока есть возможность изменить начальное расположение своих подразделений и отдать приказания, которые начнут исполняться сразу же, во время первого хода.
После окончания фазы установки начинается первый игровой ход.
Каждый последующий ход состоит из трёх фаз:
- фазы управления, во время которой игрок отдаёт своим подразделениям приказания на следующий ход;
- фазы действий, во время которой подразделения исполняют отданные им ранее приказы;
- фазы повтора, во время которой игрок имеет возможность посмотреть повтор своих действий, причём столько раз, сколько ему хочется.

Фаза действий длится 60 секунд реального времени, после чего автоматически заканчивается. Игрок не может отдавать новые приказания во время фазы действий или повтора, но может перемещаться по всему полю боя, наблюдая за ним.

### Игра против человека
Играть против других людей можно следующими способами.
- Игра против человека в режиме реального времени. Игра в реальном времени между двумя игроками возможна либо через локальную сеть, когда два компьютера находятся недалеко друг от друга, либо через Интернет, где два игрока могут находиться где угодно. Оба типа игры используют для соединения протокол TCP/IP.
- Игра против человека в пошаговом режиме. Пошаговый режим в сетевой игре возможен в двух вариантах: «Хотсит», когда два игрока играют на одном и том же компьютере, делая ходы по очереди, и «Игра по почте», когда игроки сохраняют свой ход и обмениваются им с противником по электронной почте.

## Отзывы, оценки и награды
У российской игровой прессы игра «Линия фронта. Афганистан’82» вызвала интерес в первую очередь тем, что это — первый проект в серии Combat Mission, основную часть работы над которым проделали русские разработчики. По словам Александра Суслова, продюсера игры, «[Студия] „Апейрон“ отвечает за самое важное — дизайн всех миссий и тактические спецификации подразделений: сколько должно сидеть мотострелков в БМП-2, какая должна у них быть амуниция и чем они будут отличаться от посаженных в БМД десантников. Кроме того, все новые модели также создаются силами „Апейрона“. Battlefront собирает билды, поддерживает советом и следит за общим качеством работы — все-таки, это их серия и их репутация.»
«PC Игры»: «Combat Mission как истинный варгейм необычайно сильна в симуляции военных действий. Snowball и „Апейрон“ удачно адаптировали игру для российского игрока, оставив в неприкосновенности главную идею».
«Навигатор игрового мира»: «Игра все-таки про наших. Кампаний сейчас две, одна посвящена периоду ввода советских войск в Афганистан, начальной фазе войны, то есть 1980-82 годам; вторая — периоду активизации боевых действий в 1985-87 годах. Добавлена куча моделей техники, а присутствовавшие в оригинальной СМ образцы были перерисованы. Ну и естественно, в набор включены такие родные юниты, как „Шилка“ и КАМАЗы с „Уралами“.
В целом, резюмируя, у вас есть повод запустить „Афганистан“, если вы интересуетесь этим историческим периодом».
«Страна игр»: «Перед нами не что иное, как осуществленная мечта варигроков 80-х годов. В сериале давным-давно учтено фактически все, что требуется для хорошего симулятора современного боя. Пехота здесь действительно „царица полей“. Как и положено, в чистом поле и без всякого укрытия она не продержится против танков и нескольких минут. Но стоит замаскировать пушечки, а лучше по-умному расположить в пересеченной местности — и все пойдет как по
маслу: танки будут гореть один за другим, словно свечки. Благо, в каждом взводе есть по нескольку гранатометов, так что экипажам бронированных коней есть чего бояться в городе. Великолепно воссоздан боевой дух подразделений — скажем, понеся значительные потери, бойцы прижимаются к земле. Учтена и такая вещь, как усталость солдат: если все время гонять их бегом, они выдохнутся и передвигаться быстро просто не смогут».